# 세이조 이시이
세이조 이시이(일본어: 成城石井, 영어: SEIJO ISHII)는 일본 간토 지방을 중심으로 주부 지방, 긴키 지방에 점포를 전개하는 식료품 주체의 슈퍼마켓 체인이다.